# Daniela Dahn
Daniela Dahn (sinh ngày 9 tháng 10 năm 1949 tại Berlin) là nhà văn, nhà báo người Đức.

## Tiểu sử
Dahn là con gái của nhà báo "Karl-Heinz Gerstner" và nhà báo thời trang "Sibylle Gerstner", người sáng lập tờ tạp chí thời trang "Sibyl" của Đông Đức. Bà là chị của Sonja Gerstner, người nổi tiếng về việc chứng minh bằng tài liệu về bệnh tâm thần của riêng mình và việc chữa trị chuyên môn mà mình nhận được. Dahn lớn lên ở Kleinmachnow, Brandenburg thời đó thuộc Đông Đức.
Daniela Dahn học ngành báo chí ở Leipzig và sau đó làm nhà báo truyền hình, biên tập cho đài truyền hình Cộng hòa Dân chủ Đức, sau đó làm nhà văn tự do từ năm 1981. Năm 1989 Dahn trở thành một trong những người sáng lập nhóm đối lập Democratic Awakening (Sự tỉnh ngộ Dân chủ) ở Cộng hòa Dân chủ Đức, nhưng sau đó bà rút tên ra khỏi nhóm này.
Năm 1998 "Đảng Xã hội Dân chủ Đức" (Party of Democratic Socialism) đã giới thiệu Dahn như một trong 2 ứng viên của Đảng vào chức thẩm phán của Tòa án Hiến pháp ở Brandenburg. Việc đề cử bà bị Đảng Dân chủ Xã hội Đức thách thức và việc ứng cử của bà đã rút lại vào phút cuối, sau cuộc tranh luận sôi nổi giữa các đảng của Nghị viện tiểu bang Brandenburg.
Dahn là thành viên Ban chấp hành của Hiệp hội các nhà văn quốc tế International PEN. Dahn cũng là thành viên Ban cố vấn của Humanist Union(Hội liên hiệp những nhà nhân văn), và là "Writer in Residence" tại Đại học Sunderland của Vương quốc Anh. Ngoài ra bà cũng là đồng chủ bút tuần báo der Fritag. Chồng bà - Jochen Laabs – đã giữ chức Phó chủ tịch Trung tâm PEN Đức từ năm 1999 tới năm 2001.
Cùng với Christa Wolf - người mà bà đã cộng tác trong quá khứ, Dahn từng được coi như có khả năng được đảng Die Linke (đảng cánh Tả) chọn làm ứng cử viên chức tổng thống Đức trong cuộc bầu cử tổng thống Đức 2009, tuy nhiên cuối cùng thì đảng này đã chọn Peter Sodann thay cho Dahn.

## Tác phẩm
- Prenzlauer Berg-Tour. Mitteldeutscher Verlag Halle/Leipzig 1987, ISBN 3-354-00139-9
- Wir bleiben hier oder Wem gehört der Osten. Pol. Sachbuch, Reinbek 1994, ISBN 3-499-13423-3
- Westwärts und nicht vergessen. Vom Unbehagen in der Einheit, Essay. Berlin 1996, ISBN 3-499-60341-1
- Vertreibung ins Paradies. Unzeitgemäße Texte zur Zeit, Essays. Reinbek 1998, ISBN 3-499-22379-1
- In guter Verfassung. Wieviel Kritik braucht die Demokratie?, Essay u. Dokum., Reinbek 1999, ISBN 3-499-22709-6
- Wenn und Aber. Anstiftungen zum Widerspruch. Essays. Reinbek 2002, ISBN 3-499-61458-8
- Demokratischer Abbruch, Von Trümmern und Tabus, Essays, Reinbek 2005, ISBN 3-499-61973-3
- Wehe dem Sieger! Ohne Osten kein Westen, Rowohlt, 2009, ISBN 978-3-498-01329-5

## Giải thưởng
- 1999: Giải Kurt Tucholsky
- 2002: Huy chương Louise Schroeder[6]
- 2004: Giải Ludwig Börne